# Сокіл (Київ)
Хокейний клуб «Сокіл» — хокейний клуб із Києва, Україна. Чинний чемпіон і володар Кубку України з хокею. Заснований у 1963 році як «Динамо», з 1973 — «Сокіл».
Бронзовий призер чемпіонату СРСР (1985). Чемпіон України (1993, 1995, 1997, 1998, 1999, 2003, 2004, 2005, 2006, 2008, 2009, 2010, 2022, 2023, 2024 ); Чемпіон СЄХЛ (1998, 1999); Фіналіст Кубка Шпенглера (1986).
Домашні ігри проводить у Палаці спорту (6850). Офіційні кольори клубу: синій, білий і блакитний.

## Передмова
Історія зародження київської хокейної команди тісно пов'язана з початками «російського» (насправді ж — норвезького) хокею в столиці республіки. Ганяти взимку ключкою бляшанку чи м'яча в Києві вперше почали на стику 1-ї світової війни й бурхливих революційних часів. На замерзлих водоймах чи залитих майданчиках ватаги киян намагалися грати в гру гакей — про яку їм розказували заїзджі спудеї з Москви, Петербурга та інших міст. Це не була ще спортивна гра, а більше забавка для молоді, яка проводила так свій вільний час, мало хто з них мав ковзани, здебільшого то були дерев'яні колодки, а частіше грачі користали своїм взуттям, лише набиваючи на нього металеві підбори. Помежи війни, революції та розрухи ці ігри тривали в зимовий період, ними опікувалися національні культурні товариства: польське товариство мало дві спортивні команди, відома була чеська спортивна команда та інші, які проводили зустрічі з ватагами гімназистів чи приїзджими командами. А найбільшим поштовхом у спортивному русі Києва стала Перша всеросійська олімпіада 1913, яку проводили в Києві і в якій взяли участь близько 580 спортсменів з Петербурга, Москви, Варшави, Самари та інших міст. Опісля цього були зароджені гімнастично спортивні товариства «Спортивний клуб», «Спорт», «Санітас», «Клуб любителів спорту» й інші і поволі, кволим поступом, рухалися місцеві аматори спорту від забавки до гри в хокей.
Після утвердження радянської влади та становлення економіки у владних інституцій з'явилися можливості сприяти спортивному руху в суспільстві. У Києві постали численні спортивні товариства, якими опікувалися трудові колективи (як це раніше робили національні культурні товариства). Більшість спортсменів аматорів були зайняті в командах цих товариств, займаючись різними видами спорту (доволі часто кількома зараз) і виступали в численних змаганнях та спартакіадах. А в зимовий час (3-4 місяці) цим спортовцям доводилося переключатися на зимові види спорту — бігати на лижах чи ковзанах, з ігрових видів почав здобувати популярність хокей з м'ячем, який уже мав свої усталені правила та поодиноких фахівців, що навідувалися з хокейних центрів Країни Рад. Саме тоді, у 1930-х роках, почали проводити систематичні змагання з-поміж команд товариств «Динамо», «Трудові Резерви», «Желдор», «Харчовик»… А коли в 1933 році постав стадіон «Динамо», місцеві спортовці отримали якісну площадку для проведення серйозних спортивних заходів і саме в на ньому в зимовий час проводилися численні офіційні змагання команд спортивних товариств міста. Але друга світова війна стала суттєвою перепоною в становлення хокейної команди в місті.
Тільки після закінчення війни та відновлення Києва (що був суттєво зруйнований), наприкінці 40-х почав відроджуватися хокей міста. При чому одночасно почали проводитися змагання з «російського» та «канадського» хокею (який до війни був популярним лише на західноукраїнських землях), участь в яких брали здебільшого одні й ті ж команди, складені з тих же самих гравців. Зокрема, багато гравців команд майстрів з футболу проводили тренування та змагання з хокею з м'ячем та із шайбою, підтримуючи тим самим свою форму під час зимової паузи. Вдалося також залучити до хокею (як його офіційно вже було названо в радянських спортивних структурах та ЗМІ) керівників підприємств. Тому в змаганнях із «канадського» хокею на рівні зі спортивними товариствами брали участь також і команди заводів «Більшовик» та «Арсенал» (при чому представники останніх — хокеїсти «Зеніту» — відмітилися навіть в розіграшах першості УРСР 1951 і 1952 рр. та Класі «Б» СРСР 1955 і 1961 років). Проте, головною та найуспішнішою командою столиці була хокейна дружина товариства «Динамо». Саме в цій команді гуртувалися найкращі хокеїсти Києва, в тому числі майстри футболу (зокрема, вправними хокеїстами проявили себе відомі футболісти Антон Ідзковський, Федір Дашков, Георгій Пономарьов, Олександр Шевцов, Олег Ошенков, Олександр Щанов, Віталій Голубєв), які представляли Київ в розіграшах першості УРСР та Кубку СРСР. Дебют на офіційному рівні відбувся наприкінці 1948 року, коли у фіналі турніру на Приз відкриття сезону в Києві «динамівці» поступилися з рахунком 2:3 команді київського «Будинку Офіцерів». Протягом 1949-другої половини 50-х років «Динамо» складало потужну конкуренцію на республіканській арені лідеру українського хокею з шайбою харківському «Локомотиву», виборовши декілька разів «срібло» (в розіграшах 1949, 1950 та 1951 рр.) та ставши чемпіонами республіки у сезонах 1953, 1959 та 1968 років. Але заявити команду до Класу «А» чемпіонату СРСР в 50-х роках не вдавалося, оскільки місцевим хокеїстам було дуже важко протистояти командам з інших хокейних регіонів СРСР, задовільнившись участю в розіграшах Кубку СРСР 1952 (неявка на гру 1/16 фіналу з «Наукою» в Петрозаводськ) та 1953 (поразка 1:2 в 1/8 фіналу від мінського «Спартака») років. Тому амбітне партійне керівництво й надалі ігнорувало хокеєм, віддаючи перевагу більш популярним й успішним футболу, волейболу.

### «Динамо»
На початку 60-х років 20 століття керівництво республіки Україна при підтримці чиновників з Москви вирішило вдосконалити спортивну інфраструктуру в місті. Й найпершим ділом було закладено побудову великого Палацу Спорту (мав стати 2-им по величині в СРСР) навколо якого гуртувалися спортивні команди міста. Звичайно, постало питання цільового його використання, а прикладом служила спортивна інфраструктура Москви, тому в керівництві спорткомітету республіки з'явилися, вчергове, хокейні амбіції, аби до завершення спорт-комплексу створити й награти боєздатний колектив хокеїстів.

#### Заснування
Тому Андріан Мізяк (заступник голови Спорткоміту УРСР) ухвалив рішення на базі команди фізкультурно-спортивного товариства «Динамо» сформувати хокейну дружину. Тільки цього разу було вирішено запросити до неї фахівців і хокеїстів з інших міст країни. Отримавши підтримку державних чиновників цьому спортивному організатору вдалося залучити на свою сторону успішного хокейного тренера, срібного призера чемпіонату СРСР, команди з Нижнього Новгорода (Горького), Дмитра Богінова. Цьому фахівцю вдалося залучити до нового колективу численну когорту гравців з Риги, Мінська, Омська, Уралу, Поволжя, Ленінграда і Москви, які склали кістяк колективу і своїм досвідом навчали місцеву молодь. Керівництво республіки долучало значних зусиль аби підняти хокей в Києві до всесоюзного рівня, для кожного з приїжджих були вирішені всі побутові проблеми і було надано житло (що було доволі суттєвим фактором) та надані якісні умови для тренувань.
Восени 1963 року динамівці Києва дебютували в другому ешелоні радянського хокею, команду повів у бій заслужений тренер РРФСР Дмитро Миколайович Богінов. Хокейне «Динамо» (Київ) почало своє турнірне сходження 27 жовтня 1963 року супроти СКА (Куйбишев). Нападник Віктор Мартинов забив першу шайбу в історії команди уже на другій хвилині після початку гри, і того дня команда здобула свою першу перемогу в офіційних іграх чемпіонату СРСР з хокею, за рахунку 4:1 суддя сповістив про успішний дебют команди. Мартинов й далі протягом сезону вів команду вперед, забивши 16 голів. Незважаючи на перші успіхи, надалі незіграній команді було сутужно й під кінець турнірної дистанції не вистачило фізичних кондицій, тому загальне 6 місце було закономірним результатом наприкінці сезону.
Перший склад «Динамо» сезону-1963/64 — Друга група класу «А»
- Воротарі: Віталій Павлушкін, Юрій Сапетний (до березня), Микола Кульков (із січня).
- Захисники: Володимир Альошин, Микола Ворошилов, Едуард Д'яков, Анатолій Рябиченко, Анатолій Сергєєв.
- Нападники: Андрієс Ансверіньш, Юрій Бистров, Олександр Кузнецов, Валентин Мартинов, Олег Савельєв, Сергій Серебряков, Ігор Тузик, Валентин Уткін (капітан команди), Євген Флейшер, Ілля Фрідман, Ігор Шичков (граючий тренер), Георгій Юдін.
- Старший тренер — Дмитро Богінов.

Перше своє завдання — вийти в чільний дивізіон — Дмитро Миколайович Богінов подужав за два роки. З другого сезону (1964—1965) до команди приєдналися Герман Григор'єв, Віктор Мосягін, Борис Нужин, Валентин Чистов, Володимир Прокоф'єв і син наставника — Олексій Богінов. Кияни підсилившись, та награвши відповідні ланки, стімко ввірвалися на чільні позиції «групи А» й не зійшли з 2-місця протягом сезону, тим самим підтвердивши свої амбіції щодо підсилення в класі — участі в Вищій лізі чемпіонату СРСР з хокею.

#### Перша спроба
Відкриття нового сезону ознаменувалося входом команди до нової будівлі, від 1965 року домашньою ареною київської хокейної команди став щойно відкритий Палац Спорту, який так вчасно був зданий в експлуатацію та ще й став другою по величині (після «Лужників» в Москві) з тогочасних спортивних споруд СРСР. Динамівці дебютували в Вищій лізі всесоюзної першості з перемоги над московською командою «Локомотив (Москва)». Але як і в свій перший сезон, команди не вистачило на кінцівку турніру, але й 9-е місце цілком прийнятний результат для новачка ліги, та команди, що лише 3-й сезон, як виступає на всесоюзних першостях. Надалі, новачкам ліги ще три роки вдавалося утримуватися в 10-ці найкращих хокейних команд СРСР. Але неочікуваною прикрістю став сезон 1969/1970 років — зміна поколінь в команді та ротація тренерів (волевий й амбітний Дмитро Богінов, котрий вибудував цей колектив, вимушений був, опісля сезону 1968/1969, піти з команди) призвели до опускання команди на дно турнірної таблиці й вильоту до нижчого класу.
Зведена таблиця турнірних досягнень команди в Вищій лізі першості СРСР:
| Сезон   | Ліга              | М  | І  | Пер | Н  | Пор | ЗШ  | ПШ  | О  |
| ------- | ----------------- | -- | -- | --- | -- | --- | --- | --- | -- |
| 1965-66 | перша група       | 9  | 36 | 8   | 3  | 25  | 76  | 144 | 19 |
| 1966-67 | перша група       | 9  | 44 | 11  | 8  | 25  | 122 | 207 | 30 |
| 1967-68 | перша група       | 9  | 44 | 14  | 3  | 27  | 130 | 180 | 31 |
| 1968-69 | перша група       | 10 | 22 | 7   | 2  | 13  | 74  | 104 | 16 |
| 1968-69 | перехідний турнір | 12 | 68 | 34  | 11 | 23  | 232 | 215 | 79 |
| 1969-70 | перша група       | 12 | 44 | 5   | 4  | 35  | 125 | 272 | 14 |

Скорочення: М = підсумкове місце, І = ігри, Пер = перемоги, Н = нічиї, Пор = поразки, ЗШ = закинуті шайби, ПШ = пропущені шайби, О = набрані очки

#### Вибування до першої ліги
Повернення до Першої ліги союзної першості з хокею було болісним як для команди, так і для керівництва республіканського спорткомітету. Домінуванню столичних московських клубів нічого не можна було протиставити, на додачу почалася відомча опіка над певними видами спорту і в різних регіонах. Тому команди столиці СРСР, маючи давню історію, отримали впливових «опікунів» в особі міністерств та відомств союзного значення (як то міністерства Оборони, МВД, залізниці, міністерства Промисловості та великих заводів…). У київських «динамівців», натомість, головним пріоритетом залишалася футбольна мета, яка приносила вже суттєві успіхи та була визначальною для партійного та господарського активу всієї республіки. У той час, як невдачі та суттєве домінування російських клубів відлякували функціонерів від суттєвішого сприяння цьому виду спорту в 1970-х роках.
Але виліт в Першу лігу мав кілька сприятливих моментів. Керівництву команди вдалося змінити пріоритети в укомплектуванні команди (що потім на довгі роки відобразилося на обличчі київської дружини) — перевагу тепер віддавали місцевим вихованцям, які покращували свою майстерність поряд з найкращими виконавцями Першої ліги союзної першості (які доволі часто обирали Київ як хороший плацдарм для здобуття хокейних вершин). Команді вдалося здобути своєю самобутньою грою повагу як у команд свого класу, так і грандів союзного хокею. Київська команда в іграх Першої ліги здобула славу жорсткого колективу, що сповідував комбінаційну гру, яку вони відточували протягом семи сезонів, а коли повернулися до Вищої ліги, то вже не вибували з неї.
Перших три сезони після «повернення» були найважчими через зміну поколінь і становлення гри, але це не суттєво відображалося на турнірній таблиці, оскільки команда не опускалася нижче 6 місця. Ігор Шичков — колишній граючий тренер та учень Дмитра Богінова — вміло кермував динамівським колективом.
Зведена таблиця турнірних досягнень команди в Першій лізі чемпіонату СРСР:
| Сезон   | Ліга       | М | І  | Пер | Н | Пор | ЗШ  | ПШ  | О  |
| ------- | ---------- | - | -- | --- | - | --- | --- | --- | -- |
| 1970-71 | перша ліга | 6 | 48 | 20  | 4 | 24  | 198 | 210 | 44 |
| 1971-72 | перша ліга | 5 | 48 | 22  | 7 | 19  | 192 | 178 | 51 |
| 1972-73 | перша ліга | 4 | 44 | 25  | 3 | 20  | 190 | 181 | 53 |

Опісля доволі успішного 1973 року гравці команди з нетерпінням очікували наступного сезону. Але першою новиною стали пертурбації в керівництві спорткомітету, і як наслідок це відобразилося на планах команди (не вдалося запросити для підсилення колективу кількох виконавців з Вищої ліги). У тому ж році від суттєвого сприяння команді відмовилося спортивне товариство «Динамо», яке серед ігрових спортивних видів вибрало футбол (оскільки футбольна команда Динамо (Київ) ставала лідером союзних першостей), тому спорткомітет оперативно знайшов інших «опікунів» команди. А на додачу до того ж, на свій 10-річний ювілей, команда знінює назву з «Динамо» на «Сокіл» (це була перша не відомча назва колективу в історії радянського хокею на вищих рівнях). Аби зберегти історичні традиції, кольори команди «Сокіл» (Київ) залишилися біло-блакитними.

### «Сокіл»

#### Чемпіонати СРСР
Правонаступником «Динамо» став «Сокіл», який отримав цю назву в 1973 році, коли київська команда перейшла в штат Укрради ДСО «Зеніт» з подачі його голови Володимира Білоусова. У ту пору шефську (спонсорську) допомогу гравцям і тренерам «Сокола» надавав авіазавод імені Антонова.
У 1978 році клуб повертається у вищу лігу чемпіонату СРСР. Розпочався поступовий підйом, що завершився бронзовими медалями в сезоні 1984/85. До найвищого союзного досягнення київський клуб привів Анатолій Богданов, який очолював «Сокіл» протягом 15-ти сезонів. У цей період (з 1976 по 1991 рік) під керівництвом Богданова кияни не тільки виграли «бронзу», а й шість разів входили в п'ятірку найкращих клубів СРСР, двічі при цьому фінішувавши четвертими.
Склад «Сокола» — бронзового призера чемпіонату СРСР 1984/85:
- Воротарі — Юрій Шундров, Олександр Васильєв.
- Захисники — Олег Васюнін, Сергій Горбушин, Анатолій Доніка, Микола Ладигін, Олександр Менченков, Валерій Сидоров, Михайло Татаринов, Валерій Ширяєв, Вадим Буценко.
- Нападники — Володимир Голубович, Сергій Давидов, Анатолій Дьомін, Володимир Єловиков, Олег Ісламов, Олександр Куликов, Микола Наріманов, Андрій Овчинников, Анатолій Степанищев, Євген Шастін, Сергій Земченко, Раміль Юлдашев, Андрій Земко, Олег Синьков.
- Старший тренер — Анатолій Богданов.
- Тренери — Броніслав Самович, Олександр Фадєєв.

Сумарна статистика:
| М   | Гравець             | Ігри  |
|     |                     |       |
| 1.  | Сергій Горбушин     | — 459 |
| 2.  | Юрій Шундров        | — 438 |
| 3.  | Валерій Ширяєв      | — 408 |
| 4.  | Сергій Давидов      | — 403 |
| 5.  | Анатолій Степанищев | — 383 |
| 6.  | Андрій Овчинников   | — 381 |
| 7.  | Євген Шастін        | — 373 |
| 8.  | Микола Наріманов    | — 366 |
| 9.  | Сергій Земченко     | — 326 |
| 10. | Анатолій Дьомін     | — 302 |
| 11. | Раміль Юлдашев      | — 297 |
| 12. | Олег Ісламов        | — 296 |
| 13. | Микола Ладигін      | — 287 |
| 14. | Олександр Менченков | — 282 |
| 15. | Анатолій Доніка     | — 280 |
| 16. | Олег Васюнін        | — 278 |
| 17. | Олександр Куликов   | — 273 |
| 18. | Валерій Сидоров     | — 270 |
| 19. | Володимир Голубович | — 267 |
| 20. | Анатолій Найда      | — 217 |
| 21. | Петро Малков        | — 215 |
| 22. | Олег Синьков        | — 202 |

| М   | Гравець             | Голи  |
|     |                     |       |
| 1.  | Євген Шастін        | — 166 |
| 2.  | Раміль Юлдашев      | — 153 |
| 3.  | Сергій Давидов      | — 138 |
| 4.  | Анатолій Степанищев | — 131 |
| 5.  | Микола Наріманов    | — 111 |
| 6.  | Анатолій Дьомін     | — 96  |
| 7.  | Сергій Земченко     | — 85  |
| 8.  | Петро Малков        | — 73  |
| 9.  | Володимир Голубович | — 71  |
| 10. | Олександр Куликов   | — 67  |
| 11. | Олег Ісламов        | — 65  |
| 12. | Валерій Ширяєв      | — 65  |
| 13. | Андрій Овчинников   | — 64  |
| 14. | Дмитро Христич      | — 53  |
| 15. | Сергій Серебряков   | — 52  |
| 16. | Володимир Бабашов   | — 51  |
| 17. | Вадим Сибірко       | — 49  |
| 18. | Сергій Горбушин     | — 47  |
| 19. | Анатолій Найда      | — 46  |
| 20. | Володимир Прокоф'єв | — 45  |
| 21. | Юрій Потєхов        | — 43  |
| 22. | Ігор Тузик          | — 42  |

#### «Сокіл» з 1992

Емблема клубу, що використовувалась з середини 90-х до 2008

Після розпаду Радянського Союзу «Сокіл» взяв участь у Міжнаціональній хокейній лізі (з 1992 по 1996 рік), Східно-Європейській хокейній лізі (з 1996 по 2004), відкритому чемпіонаті Білорусі (з 2004 по 2007) та першості країни. У період існування МХЛ головним тренером команди був Олександр Фадєєв, а з розвалом цієї ліги «Сокіл» очолив Олександр Сеуканд.
У сезоні 2007/08 кияни дебютували у вищій лізі (зона «Захід») першості Росії, де з першої спроби фінішували на почесному для себе п'ятому місці в регулярному чемпіонаті і взяли участь у першому раунді (1/8 фіналу) плей-офф.
У 2009 році з економічних міркувань команда повернулася в білоруську екстра-лігу.
Виступав у чемпіонаті Професіональної хокейної ліги. Останній раз виступав у національній першості у сезоні 2013/14 р, став бронзовим призером.
Восени 2020 року відроджений «Сокіл» стартував у сезоні Української хокейної ліги.

## Досягнення

### Україна
- Чемпіонат України
  -  Чемпіон (15) : 1993, 1995, 1997, 1998, 1999, 2003, 2004, 2005, 2006, 2008, 2009, 2010, 2022, 2023, 2024
  -  Срібний призер (7) : 1994, 2000, 2001, 2002, 2011, 2012, 2021
  -  Бронзовий призер (3) : 2013, 2014, 2025

- Кубок України
  -  Володар(2) : 2007, 2022

- Кубок ФХУ – відкриття сезону
  -  Володар(1) : 2010

### СРСР
- Чемпіонат СРСР
  -  Бронзовий призер : 1985

### Європа
- Кубок європейських чемпіонов
  - 1/2 фіналу (груповий) : 1993, 1995, 1996

- Кубок Європи
  - Раунд 1/2 фіналу : 2002/03, 2004/05, 2006/07

- Кубок Шпенглера
  -  Фіналіст(1) : 1986

- Кубок Тампере
  -  Володар(1) : 1989

- Чемпіонат СЄХЛ
  -  Чемпіон : 1998, 1999
  -  Срібний призер : 1997, 2000
  -  Бронзовий призер : 2001, 2003

- Кубок СЄХЛ
  -  Володар : 1998, 1999

- Чемпіонат Росії (вища ліга)
  - 1/4 фіналу : 2009

- Чемпіонат Білорусі
  - 4 місце : 2005

## Найтитулованіші вихованці «Сокола»
- Олексій Житник (олімпійський чемпіон 1992)
- Валерій Ширяєв (чемпіон світу 1989)
- Дмитро Христич (чемпіони світу 1990)
- Михайло Татаринов (чемпіон світу 1990).

## Склад команди
Склад команди станом на 09.01.2021:
| Гравець             | Дата народження |          |          |
| Гравець             | Дата народження | Воротарі | Воротарі |
| ------------------- | --------------- | -------- | -------- |
| Кубрицький Дмитро   | 2002            |          |          |
| Ганін Макар         | 2004            |          |          |
| Захисники           |                 |          |          |
| Алєксєєв Андрій     | 1995            |          |          |
| Давидов Денис       | 2000            |          |          |
| Герцик Владислав    | 2000            |          |          |
| Хайрулов Дінар      | 2000            |          |          |
| Логач Сергій        | 2000            |          |          |
| Мажуга Єгор         | 1995            |          |          |
| Пономаренко Артем   | 2002            |          |          |
| Рибалко Михайло     | 1986            |          |          |
| Сушков Владислав    | 2003            |          |          |
| Нападники           |                 |          |          |
| Андрющенко Віктор   | 1986            |          |          |
| Гончаренко Денис    | 2002            |          |          |
| Коржилецький Данило | 2003            |          |          |
| Міхнов Андрій       | 1983            |          |          |
| Німенко Дмитро      | 1988            |          |          |
| Панченко Ярослав    | 2001            |          |          |
| Павленко Олександр  | 1999            |          |          |
| Єлісеєнко Антон     | 1991            |          |          |
| Рубан Антон         | 1997            |          |          |
| Сімчук Михайло      | 2002            |          |          |
| Смірнов Андрій      | 1998            |          |          |
| Кузьменко Єгор      | 1999            |          |          |
| Давидов Данило      | 2000            |          |          |

## Статистика

### Головні тренери
- Дмитро Богінов[ru] — 1963—1969
- Ігор Шичков — 1969—1974
- Володимир Єгоров — 1974—1976
- Анатолій Єгоров — 1976—1977 (до листопада)
- Анатолій Богданов — 1977—1991
- Олександр Фадєєв — 1991—1996
- Олексій Богінов — 1996—97
- Олександр Сеуканд — 1997—99
- Олександр Куликов — 1999—01
- Олександр Сеуканд — 2001—11
- Олександр Годинюк — 2011—13
- Олег Шафаренко (з 2020)

### Капітани команди
- Валентин Уткін — 1963—1968
- Юрій Павлов — 1968—1978
- Володимир Андрєєв — 1978—1980
- Анатолій Дьомін — 1980—1982
- Олег Ісламов — 1984—1985
- Сергій Горбушин — 1985—1989
- Василь Бобровников 2003—2004
- Юрій Гунько — 2004—2010
- Сергій Климентьєв — 2010—2011 (або 2012)